# 쌍용건설
쌍용건설(雙龍建設, Ssangyong Engineering & Construction Co., Ltd.)은 글로벌세아 그룹 계열의 대한민국의 건설회사이다. 본사는 서울특별시 송파구 신천동에 있다. 국토교통부가 발표한 2021년 토건 시공능력평가액이 1조 4,819억 원으로 시공능력평가 30위에 해당한다.

## 연혁
- 1977년 10월 18일: 쌍용종합건설(주) 설립
- 1981년 12월 7일 : 유국개발 (주)을 흡수합병하여[2] 쌍용종합건설 용평사업본부로 변신시킴
- 1983년: 세계 유력 건설전문지 ENR, 세계 69위 건설사로 선정
- 1984년: 해외건설수출 10억불탑 수상
- 1986년: 쌍용종합건설(주)에서 쌍용건설(주)로 상호 변경
- 1986년: 싱가포르 래플스 시티 복합건물 준공 (세계 최고층 호텔로 기네스북에 기록)
- 1987년: 국내 기업 최초로 해외호텔 투자 개발사업 착수 (미국 애너하임 매리어트 호텔), 용평사업본부를 쌍용양회에 양도[3]했지만 2000년 별도법인 (주) 용평리조트로 분사됐으나[4] 2003년 세계일보에 매각[5]
- 1991년: 국내 건설시공부문 최초로 금탑산업훈장 수훈
- 1994년: ISO 9001(품질경영 시스템) 인증 획득
- 1995년: 국내 지하철공사 최초 무재해 1백만 시간 달성
- 1996년: 국내 건설업계 최초로 싱가포르 ISO 9002 (품질경영 시스템) 인증 획득
- 1997년: ISO 9001 / 14001 (품질 / 환경경영 시스템) 통합 인증 획득
- 1998년: 세계 유력 건설전문지 ENR, 세계 61위 건설사로 선정: 호텔부문(세계 2위), 오피스부문(세계 2위)
- 2000년: 안전보건관리 초일류기업 인증
- 2001년: 싱가포르 건설품질공인평가 1위
- 2002년: OHSAS 18001 (안전보건경영 시스템) 인증 획득
- 2007년: 세계 3대 친환경 인증인 싱가포르 BCA 그린마크 최고등급(플래티넘) 인증 획득
- 2008년: KOSHA 18001 (안전보건경영 시스템) 인증 획득
- 2009년: 싱가포르 건설청 최우수 그린혁신 건설사로 선정
- 2010년: 싱가포르 마리나 베이 샌즈 호텔 준공 (국내 건설업체의 역대 최대 규모 해외 건축 프로젝트)
- 2010년: 국내 3차원 입체설계(BIM) 시공부문 최고 건설사로 선정
- 2011년: 영국왕립재해예방협회 안전관리 부문 최우수상 수상
- 2011년: e-MBR 하폐수 초고도처리공법 환경신기술 인증
- 2011년: KEPIC 인증 획득
- 2012년: 2012 IF 디자인상 - 제품디자인 부문 4개작품 수상
- 2012년: 레드닷 디자인 어워드 2012 - 제품 디자인 부문 2개작품 수상
- 2012년: 싱가포르 건설청(BCA) 건설 대상 (건설 생산성) - Platinum,GOLD 수상 (마리나 베이 샌즈 호텔)
- 2012년: 2012 친환경 건설기업대상 - Star 수상 (싱가포르 마리나 해안 고속도로, 싱가포르 도심 지하철)
- 2012년: 2012 IDEA (International Design Excellence Awards) - 동상 (Clover 샤워기)
- 2012년: 2012년 대한민국 건설사 中 해외 수상 1위 (4개국 8개상 수상)
- 2013년: ASME인증 취득
- 2013년: 2013 독일 iF 제품디자인 어워드 - 재난 대비 비상 헬멧, 방범 도어락
- 2013년: 싱가포르 안전대상 (Annual Safety Award Convention 2013) 대상 (Champion) 수상
- 2014년: 싱가포르 건설대상(BCA Awards) 시공부문 대상(Construction Excellence Awards) 수상-W호텔
- 2014년: 싱가포르 건설청 BIM AWARDS 2014 프로젝트 부문 수상(Gold Plus)- 싱가포르 베독 복합개발 사업
- 2015년: 무재해 1,500만 인시 달성- 싱가포르 도심지하철 2단계 사업
- 2015년: 투자계약 체결(투자사: 두바이투자청/ ICD, Investment Corporation of Dubai)
- 2015년: 싱가포르 건설청 BIM AWARDS 2015 기업(Organization) 부문 수상(Gold Winner)- 쌍용건설 (한국 건설사 중 단독 수상)
- 2015년: 무재해 1,600만 인시 달성- 싱가포르 도심지하철 2단계 사업
- 2015년: 영국왕립재해 예방협회 안전보건대상 수상(Gold)- 쌍용건설
- 2016년: 싱가포르 건설청 시공부문 대상 – 싱가포르 마리나 해안 고속도로

## 주요활동
쌍용건설은 1977년 창립 이래 아시아 (싱가포르, 인도네시아, 말레이시아, 베트남, 인도, 파키스탄 등)와 중동 (UAE/두바이, 사우디아라비아 등), 미국, 일본, 아프리카 (적도기니) 등 총 20개국에서 145건, 미화 약 120억 달러의 해외 공사를 수주한 전통적인 해외건설 명가다. 또한 국내외에서 건축, 도로, 지하철, 철도, 공항, 항만, 댐, 교량, 터널, 플랜트 등 건설 전 부문에 걸쳐 실적을 보유하고 있으며, 특히 호텔시공 분야에서는 1998년 건설전문지 미국 ENR誌 (Engineering News-Record)가 발표한 순위에서 세계 2위에 기록되는 등 세계 곳곳에서 약 1만 5천 객실의 실적을 보유하고 있다.
특히 2015년에는 자산규모가 217조 원(2014년말 기준)에 달하는 세계적인 국부펀드 두바이 투자청(ICD, Investment Corporation of Dubai)을 최대주주로 맞이함으로써 국내외 신인도가 대폭 상승하는 것은 물론 안정적인 재무구조까지 갖추게 됐다. 두바이 투자청은 국영기업인 에미리트 항공, 에미리트 석유공사, UAE 자산 기준 1위 은행인 Emirates NBD(ENBD), 두바이 최대 부동산 개발회사인 에마르(Emaar Properties), 나킬(Nakheel) 등 약 50여 개의 기업을 거느리고 있다.

### 건축
2010년 쌍용건설은 지면에서 최고 52도 기울어져 싱가포르의 새로운 상징으로 불리는 마리나 베이 샌즈 호텔을 완공했다. 이 호텔은 두 장의 카드가 서로 비스듬하게 기대어 서 있는 형태의 호텔 3동과 200m 상공에서 그 상층부를 연결하는 340m, 축구장 약 2배 크기(12,000m2)의 스카이파크(SkyPark)로 구성됐다. 쌍용건설은 지상 57층(스카이파크 포함) 3개 동 총 2,511객실 규모의 매머드급 프로젝트를 27개월 만에 완공했다.
또한, 세계 최고층 호텔 (73층)로 기네스북에 오른 바 있는 래플즈 시티 싱가포르를 비롯해 자카르타 그랜드 하얏트 호텔, 괌 하얏트 리젠시 호텔, 발리 인터콘티넨탈 호텔 등을 수행했다. 두바이에서는 주메이라 에미리트 타워 호텔과 두바이 그랜드 하얏트 호텔을 시공했고, 대한민국 기업 최초의 해외 호텔 투자 개발사업인 미국 매리어트 호텔 3개 프로젝트를 수행했다.
2012년에는 싱가포르에 첫 진출한 스타우드 호텔 & 리조트(舊 W호텔)과 이 호텔에 부속된 리테일 샵인 키사이드 아일(Quayside Isle)을 완공했다.
2011년에는 싱가포르 베독 복합개발사업, 말레이시아 르 누벨 레지던스와 다만사라 시티 레지던스, 베트남 리비에라 콘도미니엄을 수주했다. 또 2012년 10월에는 싱가포르 예일-NUS 대학 공사.
를 2013년 5월에는 인도네시아에서 6성급 세인트 레지스 호텔 복합건물 연이어 수주하기도 했다.
2013년 11월에는 말레이시아 정부가 전폭적으로 지원하는 랑카위 개발 첫 프로젝트이자 쌍용건설이 단독 시공사로 참여하는 세인트 레지스 호텔 랑카위 & 컨벤션 센터의 기공식이 현지에서 개최됐다.
한편 2011년 국내 건설사 최초로 적도기니에서 건축 프로젝트를 수주해 2013년 완공한 쌍용건설은 2011년 이래 매년 고급 건축 프로젝트를 수주하고 있다.
최근 2015년에는 두바이에서 총 16억 달러 규모의 최고급 건축 3건을 동시에 수주했다. 미화 8.4억 달러 규모의 로얄 아틀란티스 호텔은 팜 주메이라 인공섬에 들어선 기존 아틀란티스 더 팜 호텔을 능가하는 47층 초특급 호텔(795객실) 1개동과 37층 최고급 아파트(231가구) 1개동을 시공하는 프로젝트이다. 블록을 쌓아 올린듯한 아름다운 비정형 외관을 자랑하며, 이 프로젝트가 완공되면 두바이는 물론 세계적인 랜드마크가 될 전망이다.
미화 3.89억 달러 규모의 팜 게이트웨이는 지상 261m 높이의 61층과 49층, 48층 등 3개동 총 1,265가구 규모의 최고급 아파트이다. 또한 ICD-브룩필드 플레이스는 두바이 국제금융센터 인근에 지하 7층 지상 54층 규모의 최고층 최첨단 오피스 1개동과 포디엄을 건설하는 초대형 건축 프로젝트이다.
이 밖에 싱가포르 NEW K.K.병원과 탄톡셍 병원, 말레이시아 셀라양 병원 등 8천 여 병상의 첨단 병원을 비롯해 싱가포르 캐피탈 타워, 자카르타 증권거래소, 싱가포르 오션프론트 콘도미니엄, 말레이시아 사라왁 주립모스크, 싱가포르 크란지 경마장 등을 시공했다.

### 토목
쌍용건설은 국내외 대규모 토목분야에서 다양한 실적을 보유하고 있다. 특히 지하 토목 분야의 특화된 기술력을 바탕으로 총 연장 30km가 넘는 국내 지하철을 시공했다.
2015년 준공한 싱가포르 마리나 해안 고속도로 482공구는 불안정한 매립지에 약 1km, 왕복 10차선의 지하 고속도로를 건설하는 것으로, 1m당 공사비가 한화 약 8억 2천만원에 달할 만큼 고난도 프로젝트이다.
또 싱가포르 도심지하철 2단계 사업 921공구도 디자인 & 빌드 (Design & Build) 방식으로 단독 수주해 2016년 준공했다. 약 1km의 지하철과 2개 역사를 건설한 이 공사는 기존 지하철 5m 아래를 관통하면서 2개 역사를 로처 운하 아래서 시공해야 했기 때문에 공사비만 약 7천억 원, 1m당 7억 원에 달했고, 현존하는 모든 지하철 공법이 적용된 싱가포르 지하철 역사상 최고 난이도 공사였다.
또한 지상에 복잡한 10차선 도로와 폭 25m의 로처 운하(canal)를 총 50회 이상 이설하는 어려움 때문에 마의 구간으로 불렸으나 쌍용건설은 이 현장을 성공적으로 완공함으로써 다시 한번 최고의 기술력을 인정 받았다. 특히 지난 2015년 12월 개통식에서는 싱가포르 리센룽 총리가 쌍용건설 구간을 이례적으로 극찬해 화제가 되기도 했다.
두 현장은 철저한 안전 관리로 2012년 싱가포르 안전대상 최우수상을 동시에 수상했으며, 2013년 4월 마리나 해안도로 현장이 무재해 1천만 인시를 달성했다. 또 도심지하철 현장도 세계 지하철 역사상 최장 기록인 무재해 1,600만 인시를 기록했다.
한편 도심 지하철 현장은 2013년 9월 싱가포르 안전대상 시상식 (Annual Safety Award Convention 2013)에서 대상 (Champion)을 수상했다.
2016년에는 싱가포르 LTA(육상교통청)에서 발주한 도심지하철 TEL 308공구를 미화 2억 5천 2백만 달러에 수주했다. 싱가포르 남북을 가로지르는 도심지하철 톰슨라인 남쪽의 동부해안 지역을 연결하는 TEL308공구는 아파트 밀집지역을 통과하며 연약지반 위에 들어서는 고난도 구간이다.
서울에서는 지상의 대형 건물과 노후화된 지하상가를 둔 상태에서 기존 지하철 15 cm 아래에 들어서는 서울 지하철 9호선 923 고속터미널역을 시공함으로써 1818년 설립된 영국토목학회가 수여하는 '브루넬 메달(Brunel Medal)'을 수상했다
또 대한민국 최초의 고속철도 사업인 경부고속철도 건설에 참여했으며, 최근에는 호남고속철도 4개 공구를 성공리에 준공했다.
30여 년간 다수의 토목 프로젝트를 수주한 인도네시아에서는 쓰나미 복구 공사인 아체 도로 복구 및 추가 공사를 수행했고, 인도에서도 약 270km의 고속도로 시공실적을 축적해 가고 있다. 한편 2011년 8월에는 베트남 해안도로를 수주하기도 했다.
항만분야에서는 부산항 신선대 컨테이너 터미널 시공을 통해 대한민국 건설 시공부문 최초로 금탑산업훈장을 수훈했을 뿐 아니라 파키스탄 최대 규모 항구인 카라치항의 부두 확장 공사를 완공했으며 추가 공사도 수주했다.
또 2012년 9월에는 이라크에서 ENR지 선정 세계 2위 건설사인 프랑스의 빈치를 누르고 쿠르드 지역 정수장 및 상수도 신설공사를 단독 수주했다.
이 밖에 인천국제공항, 김포국제공항, 경부고속도로, 중부고속도로, 인천 북항, 보령 다목적댐 등을 비롯해 중동과 아시아에서도 다양한 도로와 댐 등을 시공했다.

### 플랜트
쌍용건설은 1980년 대한민국 S-OIL 공사를 시작으로 석유화학 플랜트 분야에 첫 진출한 이래 준공 당시 단일 시설규모로는 세계 최대 규모의 S-OIL 온산공장 BCC 시설(중질유 분해시설)을 완공했다. 또 서산비축기지와 인도네시아 탄중 프리옥 탱크 터미널, 이란 하르그 원유 저장탱크와 카란즈 가스 주입시설 등을 시공했다.
그 외에도 인도네시아 수랄라야 화력발전소, 대한민국 삼천포 화력발전소, 제주도 풍력발전소, 인천 검단지구 집단에너지 시설 등 다양한 발전분야 실적도 보유하고 있다.
사우디아라비아에서는 1일 80만 톤 생산 규모로 현재 완공 시설로는 세계 최대 규모인 주베일 담수화 플랜트 건설에 참여했으며, 우나이자 우수 및 하수 처리시설과 하디드 제철소 등도 시공했다.
수처리 환경사업 분야에서는 자체 개발한 하폐수 고도처리 공법인 KSMBR을 통해 2007년 대한민국 환경신기술 인증 및 환경기술상 대통령상을 수상했으며, 2011년에는 대한민국 환경부로부터 녹색기술인증(Certification of Green Technology)을 취득하기도 했다.
한편 기존 KSMBR 공법을 업그레이드해 에너지 사용량을 절감하고 처리 효율을 향상시킨 e-MBR 공법을 개발, 대한민국 정부로부터 환경신기술로 인증 받기도 했다.

## 브랜드
- 더 플래티넘

## 같이 보기
- 국토교통부
- 대한건설협회
- 해외건설협회
- 건설워커